# 耶穌堂 (日月潭)

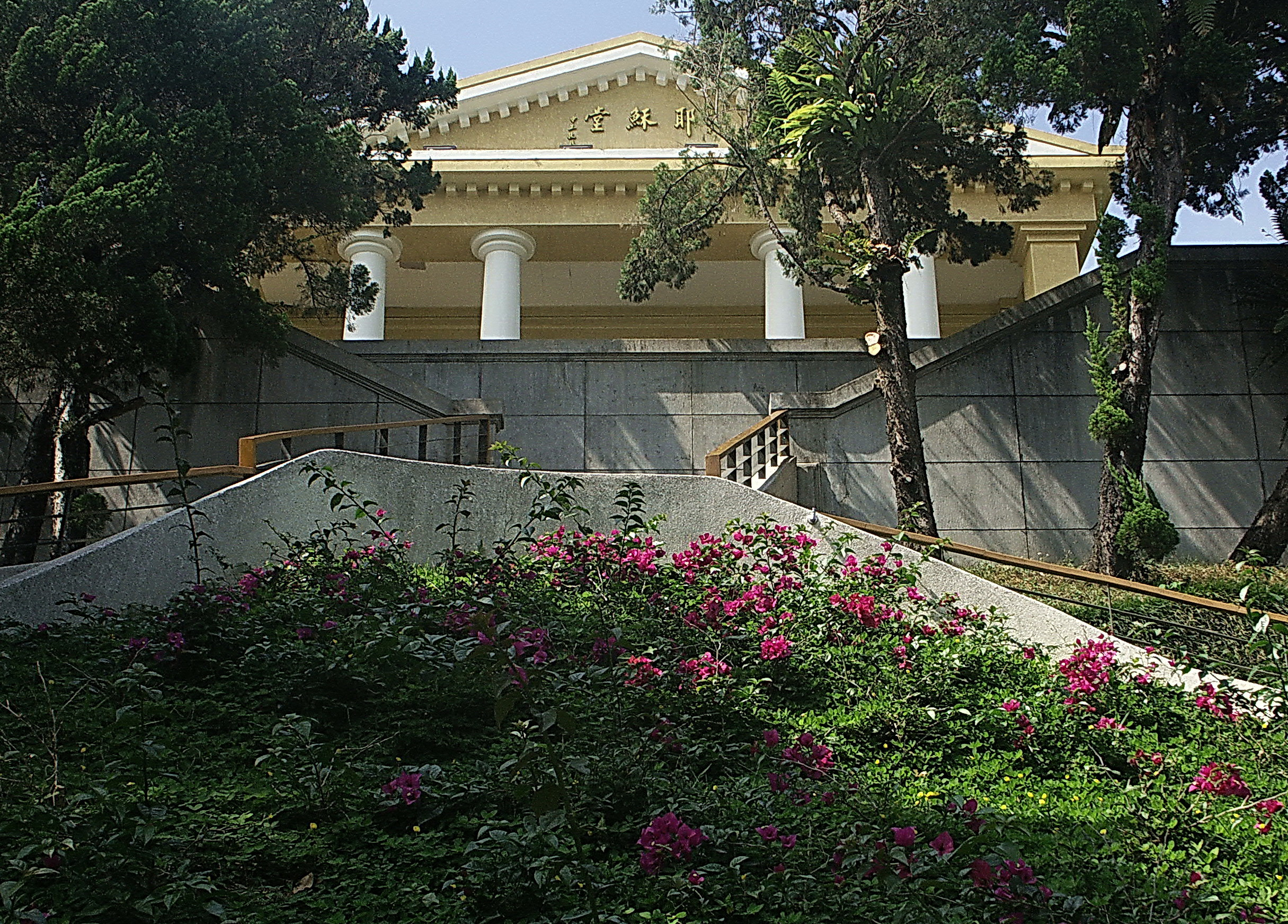
日月潭耶穌堂

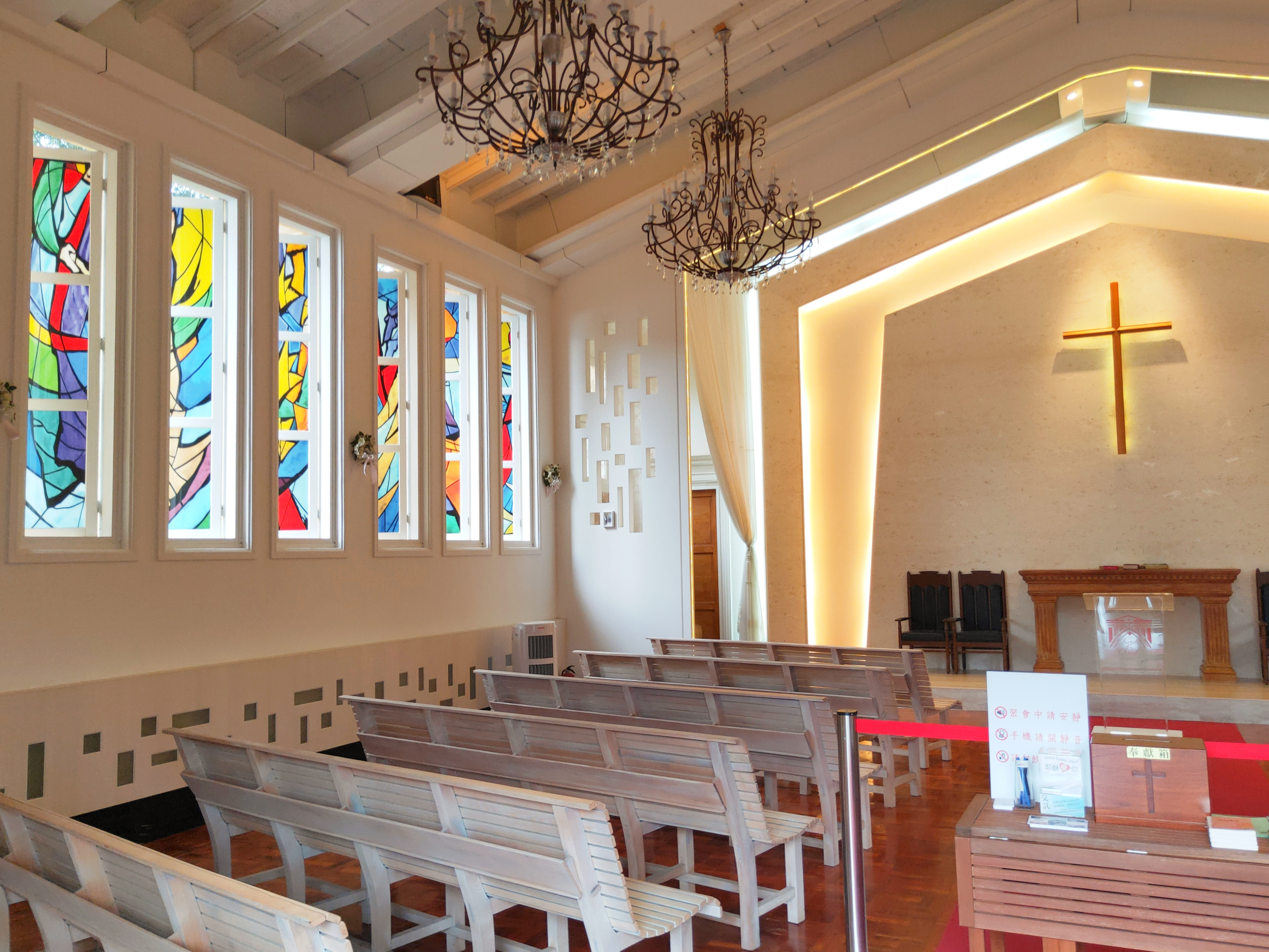
禮拜堂一景

耶穌堂為台灣南投縣日月潭國家風景區的一座小型教堂，建立於民國60年（西元1971年），過去先總統 蔣公夫婦為禮拜祈禱所興建的教堂，日月潭著名的景點之一。

## 地理位置
位於日月潭水社碼頭廣場附近，涵碧半島山腰林木之間，黃牆白柱的羅馬式建築呈現出古典優雅特色，從教堂向外望，能將日月潭優美景緻一覽無遺。

## 特色沿革
- 故總統蔣中正為妻蔣宋美齡興建耶穌堂於日月潭畔，民國60年竣工，其後於921大地震後受損，由日月潭風景管理處接管整修後，於民國92年開放遊客參觀。

- 2009年曾於耶穌堂舉辦第一場婚禮，但缺乏專人管理導致環境遭破壞，2016年在教堂所屬機構的同意之下，委託由民間業者經營管理，整修後於2017年重新開放。[2]
- 開放時間：09:00-17:00、主日禮拜：15:30-16:30（週日）

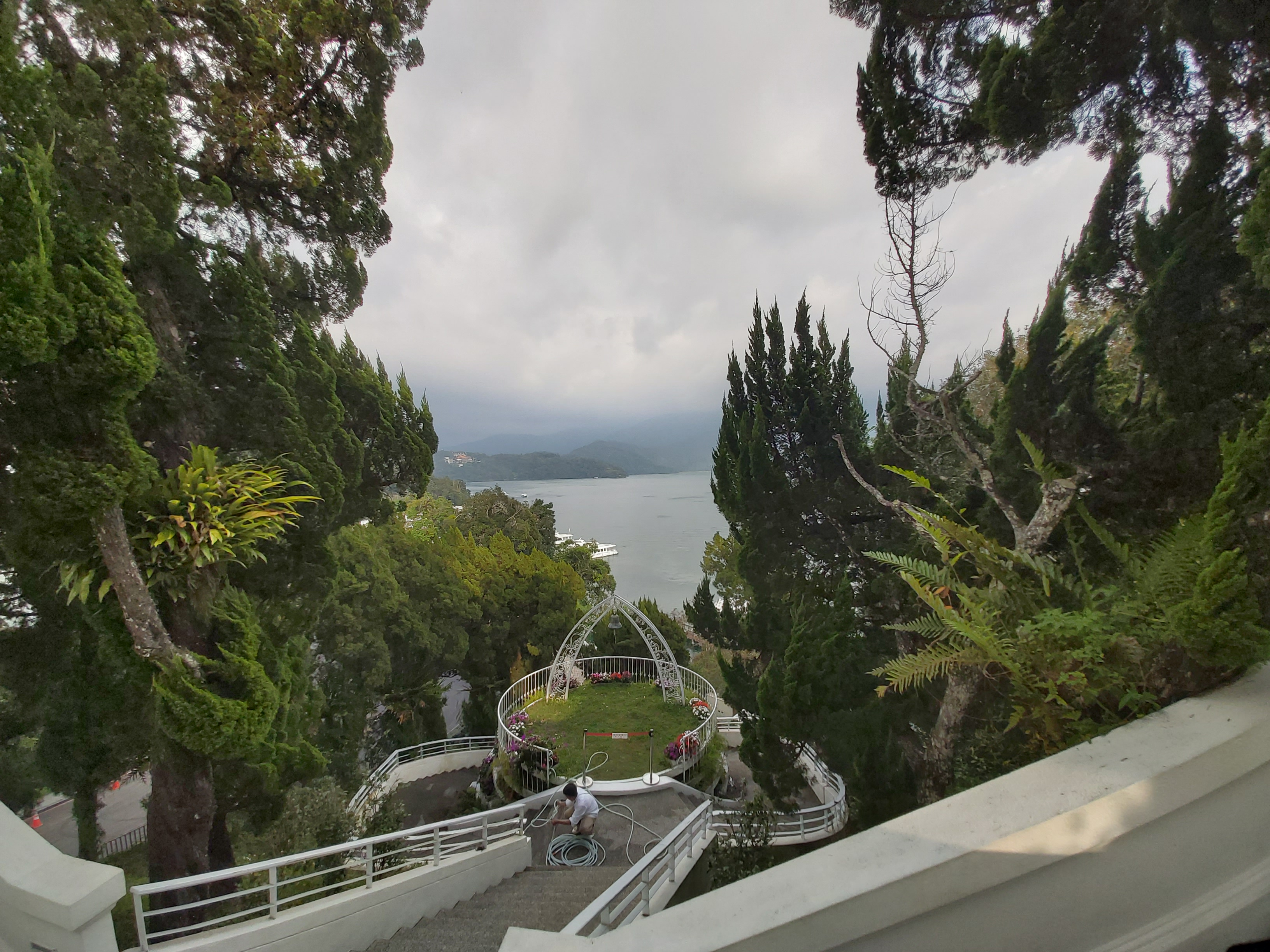
前區景緻
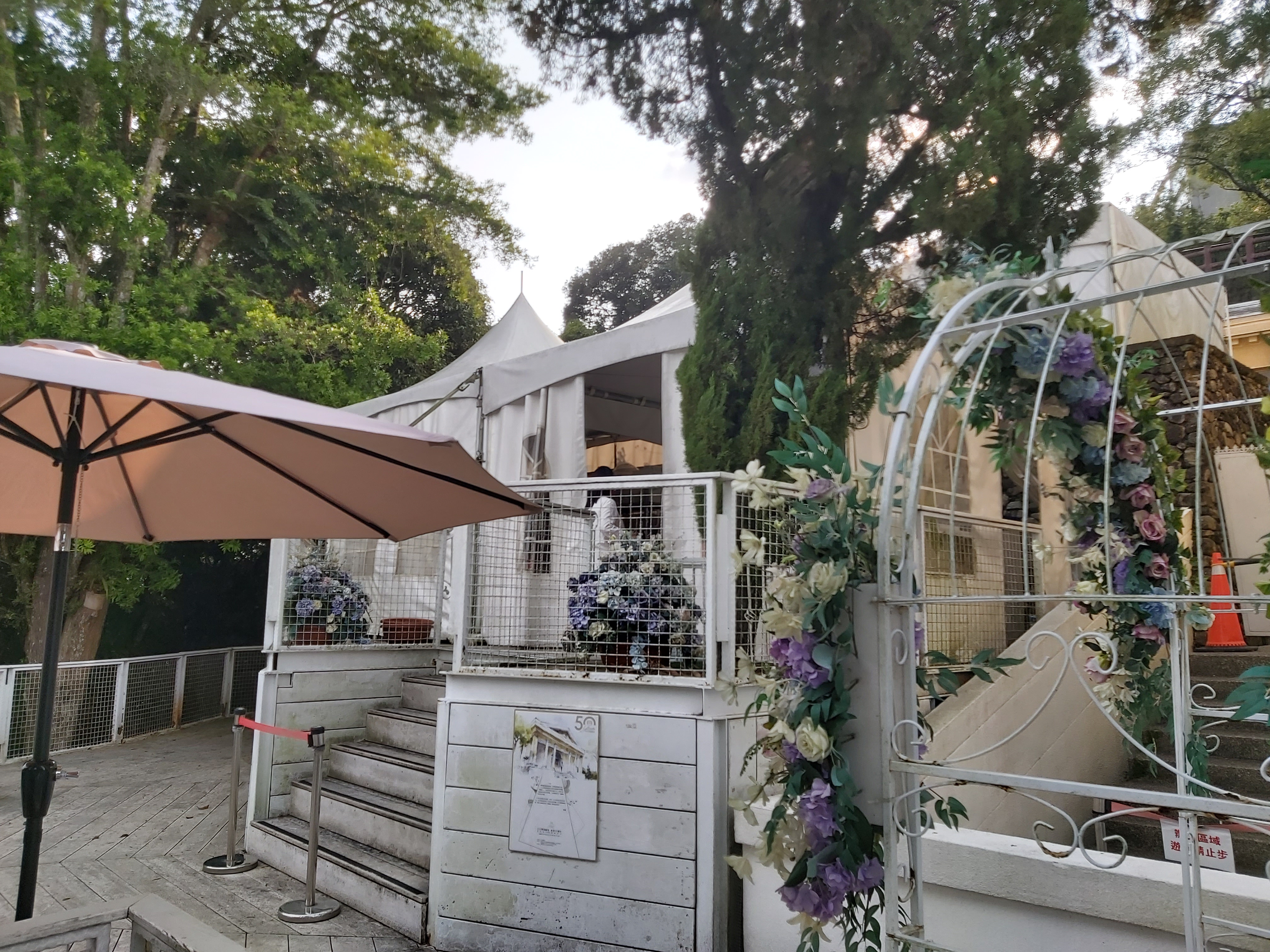
園區景緻
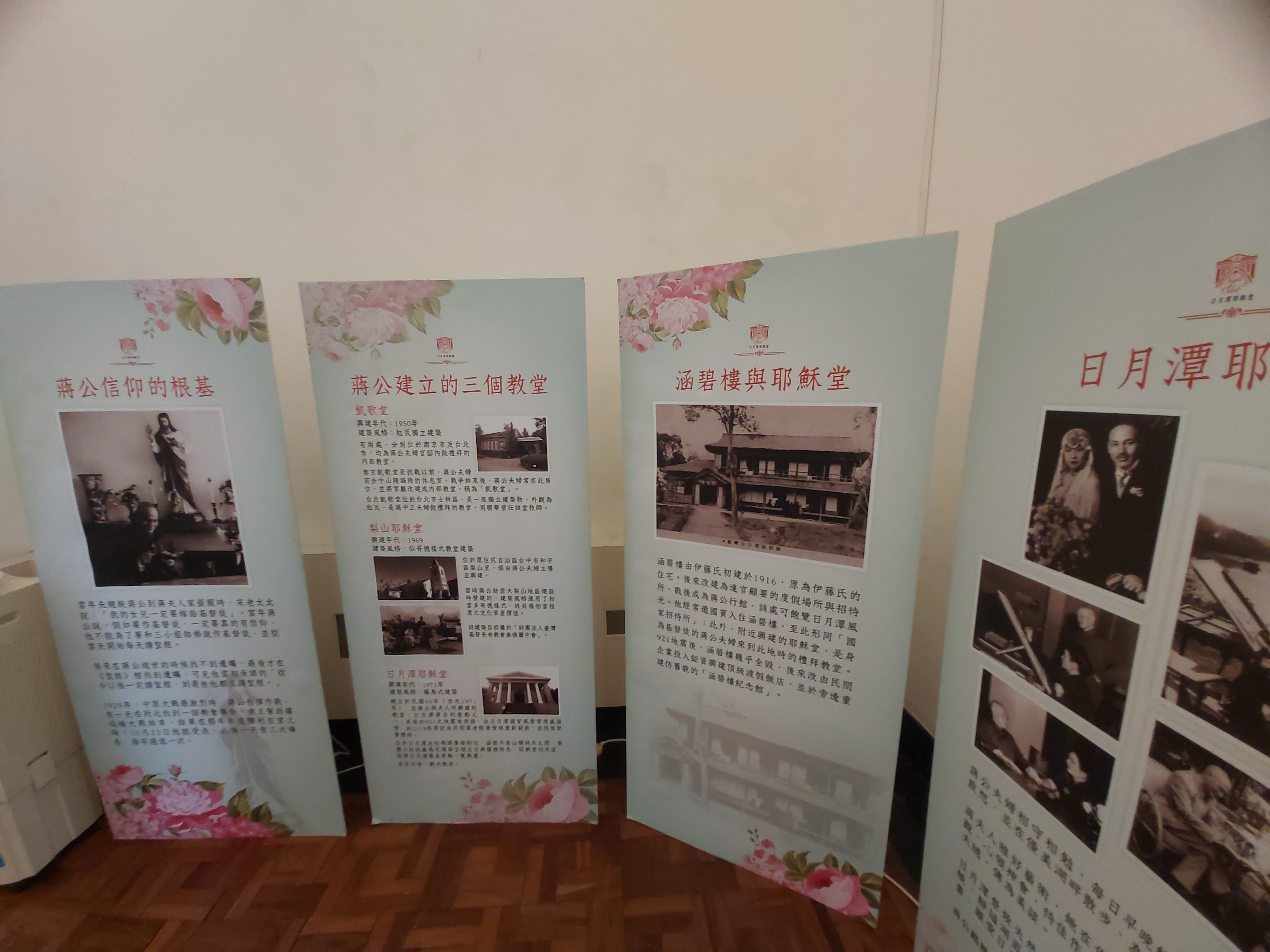
史料陳列

## 交通資訊
- 搭乘火車或客運至台中，轉搭「仁友客運」往九族文化村之班車直達往日月潭，每日二班。
- 台北搭乘「國光客運」直達日月潭班車，每天共六班。
- 搭乘高鐵至台中站轉乘「南投客運」至日月潭。[3]

## 外部連結
- 日月潭國家風景區管理處[永久]
- 易遊網[永久]